# Conrad Heinrich Bothe
Conrad Heinrich Bothe (* 12. September 1885 in Hagenburg; † 26. Januar 1963 ebenda) war ein deutscher Landwirt und Politiker (DNVP).

## Leben
Conrad Heinrich Bothe betätigte sich in der Landwirtschaft und betrieb einen Hof in Hagenburg.
Im Februar 1930 rückte er für den ausgeschiedenen Abgeordneten Karl Wiehe auf der gemeinsamen Liste von DNVP und Landbund in den Schaumburg-Lippischen Landtag nach, dem er bis 1931 angehörte. Am 24. Februar 1930 votierte er bei der dritten Abstimmung über den Anschlussvertrag für die Unabhängigkeit des Freistaates Schaumburg-Lippe und gegen einen Anschluss an den Freistaat Preußen. Damit verfehlte der Vertrag die notwendige Zweidrittelmehrheit.
Conrad Heinrich Bothe war seit 1919 verheiratet.